# Manuel Gomiz y Orts
Manuel Gomiz y Orts, Ansaldo, (Sant Joan d'Alacant, 5 d'octubre de 1825 - 17 de desembre de 1902) va ser un terratinent i polític valencià, propietari d'un important magatzem d'importació-exportació i membre de la Junta Provincial de Beneficència. Va ser director del Sindicat de Regs de l'Horta d'Alacant i alcalde d'Alacant de 1890 a 1893.

## Biografia
Manuel Gomiz va néixer a Sant Joan d'Alacant, aleshores ja separat definitivament d'Alacant i constituït en «Règia Universitat de Sant Joan i Benimagrell». Va ser el 5 d'octubre de 1825, tal com ho recordava una placa situada a la porta del recinte emmurallat de la Torre d'Ansaldo. Va ser col·locada allí el 1893 —en record de tal esdeveniment—, al costat de l'escut nobiliari dels seus avantpassats, els Ansaldo, una de les antigues famílies de cavallers que van venir des de Gènova a terres valencianes per la Reconquesta.
Va mantenir els negocis dels Ansaldo d'explotació de terres i importació de productes d'ultramar i exportació de vins, amb raó social en un edifici de la seva propietat que complia les funcions d'oficina-magatzem al carrer de Ramales (actual «Reis Catòlics»), des d'on va desenvolupar una gran activitat comercial al Port d'Alacant i també com a proveïdor de queviures. Als anys 60 del segle xix va ser un dels vint majors contribuents, per contribució industrial i comercial, de la província; arribaria a ser el setè el 1871.
El 1874 es va casar a l'església del Salvador de Mutxamel amb Balbina Poveda i Alberola, filla de qui havia estat il·lustre notari de Mutxamel i Sant Joan, José Poveda (en aquell temps germà d'un diputat provincial). Neta per línia materna de José Alberola y Beviá, l'hereu d'aquest antic i noble cognom vinculat a la vila de Mutxamel.
Manuel Gomiz era propietari de finques urbanes com la casa-palau de la família Ansaldo situada al costat de l'Ajuntament, casa que encara es troba travessada pel porxe d'Ansaldo (ja apareix amb aquest nom en dos plànols de vora el 1727, en honor de la seva família); també del palauet arrendat a la Delegació d'Hisenda (avui seu de la Universitat d'Alacant) situat al costat del del marquès de Benalua; del citat edifici-magatzem del carrer de Ramales on desenvolupava la seva activitat econòmica; d'edificis arrendats al carrer de Bailén; de cases al Raval Roig; de «Villa Balbina», entre el carrer de Plus Ultra (avui «Donoso Cortés») i la carretera del Palamó (avui avinguda de Xixona)… i ho era igualment de finques rústiques com, per exemple, l'enorme «Torre Ansaldo» o «Gamborino», dedicada a la cria de cavalls a Sant Joan. Al terme municipal de Mutxamel, hi posseïa «El Alluser», «Colomina» i «L'Arbre Blanc», entre d'altres, i l'«Alquería de los Alberolas», de la família de la seva esposa. També posseïa terres i masies a Busot (on el seu oncle polític era el notari Vicente Brotons y Beviá), al Pinós… i encara horts a Altea i el Campello, als quals es podrien afegir altres que eren propietat de la seva esposa. També tenia diverses inversions en bancs, pedreres, mines i cinemes.
El 1880 va ser director del Sindicat de Regs de l'Horta d'Alacant.

## Política
Va entrar en política amb la saviesa que li proporcionaven els 63 anys i el bagatge d'haver triomfat en l'activitat econòmica i de tenir amistats tant monàrquiques com republicanes. Al Partit Republicà Possibilista hi tenia els germans Maisonnave; al Partit Liberal, amics com Adrián Viudes Girón o Bushell (que va passar de les files liberals a les liberal-conservadores)… però els seus ideals polítics, dins de la moderació, sempre van ser monàrquics i conservadors.
Dins del sistema pactat en la Restauració, es va afiliar al Partit Liberal Conservador, que el 1885 es trobava dividit en dues faccions: els canovistes i els romeristes. El 1888 va ser nomenat vocal de la Junta Provincial de Beneficència i va tenir l'oportunitat de conèixer de primera mà les propostes de Francisco Silvela per reformar el sistema assistencial, corrent d'opinió que mai no abandonaria. El 1889, estant ja reunificades les dues faccions i amb Cánovas a la presidència del Govern, el regidor Rafael Viravens Pastor, antic moderat de la Unió Liberal i autèntica alma mater del Partit Liberal Conservador a la circumscripció alacantina (supracomarcal), li va explicar l'interès del comitè conservador a atreure'l a la primera línia de la política municipal. Això es va celebrar durant un àpat a la finca «Getsemaní», propietat de Viravens, que va passar a la història d'Alacant per aquest fet.
El diari La Patria, poc abans d'entrar a l'Ajuntament, publicava el 16 de desembre un editorial en el qual, si bé reconeixia la categoria personal de Gomiz, advertia de la seva falta d'experiència en «les conteses electorals». Encara no el coneixien i no sabien que més enllà del seu caràcter afable s'amagaven una fermesa en les seves conviccions i una notable tenacitat.
Va accedir a l'alcaldia el 29 de desembre de 1890 en substitució de l'alcalde Terol, que havia estat deposat pel Govern civil d'acord amb els mecanismes administratius de l'època, i va ser nomenat per la reina regent Maria Cristina d'Habsburg-Lorena fins al final del bienni dels liberals. Una vegada acabat, el 24 d'abril 1891 va ser nomenat de nou alcalde per un bienni que ja era dels conservadors, tal com es va acordar en el «Pacte del Pardo» per la restauració borbònica.

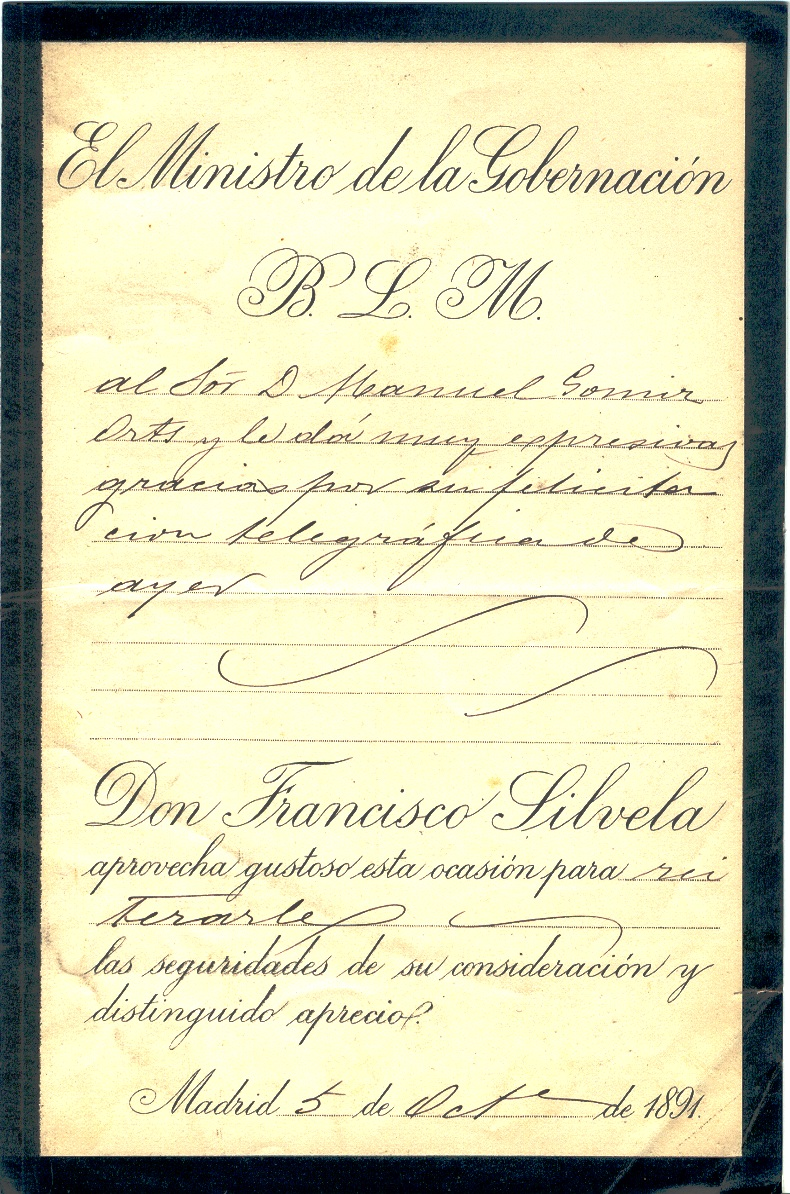
El ministre i líder del Regeneracionisme Francisco Silvela saluda oficialment l'alcalde Gomiz

Manuel Gomiz combregava amb les idees regeneracionistes, el màxim defensor de les quals era Francisco Silvela, en aquell moment ministre de Governació, que va advocar per destruir la figura del cacic i impedir la seva ingerència en la política municipal. L'alcalde Gomiz tenia molt clara la necessitat d'allunyar el clientelisme polític de l'Ajuntament, delimitar quin era l'interès públic i quins eren els interessos privats dels regidors i fer complir la llei i les ordenances municipals sense distincions. Va dur a terme un enduriment en els processos de cobrament dels tributs, les multes i altres ingressos municipals. Va posar ordre en la provisió de llocs de guàrdies municipals i altres empleats públics el sou dels quals no excedia les 1.750 ptes.
La importància de l'Eixample d'Alacant era tal que va posar tot el seu ímpetu i la seva xarxa d'amistats al servei del projecte. Va aconseguir la col·laboració la Reial Acadèmia de Belles Arts de Sant Ferran contactant directament amb el secretari, Simeón Ávalos, i que fossin acceptats els primers plànols de l'eixample d'Alacant al Congrés, imperatiu per poder acollir-se a la Llei d'Eixamples de 1876 i tenir autorització per expropiar i que aquest pogués desenvolupar-se per l'oest i el nord de la ciutat. En tot aquest assumpte, va comptar amb la col·laboració del seu amic el diputat Enrique Bushell y Laussat i d'Enrique Arroyo Rodríguez, cap dels liberals a la ciutat. Aquestes actuacions van establir les bases per a poder aplicar, complint els preceptes de la següent Llei de 1892, el text legislatiu de caràcter especial pel qual el Congrés va concedir l'autoritat necessària a l'Ajuntament d'Alacant per poder efectuar l'anhelat eixample de la ciutat: la llei de 25 d'agost de 1896.
Pel nord de la ciutat, es van dur a terme importants actuacions urbanístiques, destacant la il·luminació dels barris de les Carolines i l'actualment conegut com a barri de Campoamor, tal com s'havia fet al carrer Major, que va ser el primer carrer il·luminat d'Alacant el 14 d'abril de 1892; el desmuntatge de la muralla a l'àrea del carrer del Molí (avui «Ángel Lozano»); la urbanització de l'avinguda d'Alfons el Savi i els carrers adjacents, així com el plantat d'arbres; la rehabilitació dels voltants del Teatre Principal… Cap a l'est i partint del Teatre, es va comunicar la ciutat amb el barri aïllat que hi havia a la llavors montanyeta (avui plaça de la Montanyeta) a través del carrer de Riego (avui carrer del Teatre), que l'alcalde va inaugurar recorrent-la amb el seu propi carruatge. A més, es va construir el pont sobre el barranc de Sant Blai (avui avinguda de Salamanca), que va comunicar el barri de Sant Blai amb la ciutat; es va urbanitzar el passeig del Doctor Gadea fins a la plaça de Sant Francesc (avui «Calvo Sotelo»), i, encara més a l'est, es va posar la primera pedra de l'estació de tramvies que s'havia de construir al barri de Benalua. En resum, es va mirar d'unir —en la mesura del possible— els diferents nuclis urbans amb la ciutat per anar preparant-la per al futur eixample, aprofitant sempre aquestes circumstàncies per aplicar mesures de caràcter social que milloressin les condicions de vida dels menys afavorits que habitaven l'extraradi.
Es van obrir a Alacant, entre d'altres, centres formatius i socials com la «Societat de Professors i Perits Mercantils» de Blas de Loma, el «Foto-Club» i el «Cercle Obrer» que els socialistes van poder obrir al carrer de Liorna (avui «López Torregrosa»), el seu primer local a Alacant. Cal esment de l'agraïment mostrat per aquest jove Partit Socialista, que es van endur la sorpresa que aquell Ajuntament va permetre que Pablo Iglesias donés el seu primer míting a Alacant, que va ser celebrat al «Teatro Circo» el 2 de gener de 1891; el tema central va ser la jornada de vuit hores.
L'alcalde, juntament amb Enrique Arroyo, Bushell, Manresa i el marquès del Bosch, va sol·licitar infructuosament l'indult davant el president del Consell i el ministre de la Guerra per al carrabiner Manuel Rey, condemnat a mort.
El juliol de 1891, la seva corporació va acordar la creació de la Banda Municipal per amenitzar les festes alacantines i donar, així, sortida als millors alumnes de l'Escola Municipal de Música de la ciutat; van ser famosos els festeigs taurins celebrats aquell any i el següent, als quals l'alcalde Gomiz va portar «Lagartijo», «Guerrita», «Cara-Ancha», «Bonarillo»… tots primeres espases de l'època. A les festes patronals d'aquell any, va ser el primer alcalde d'Alacant a visitar el Club de Regates (RCRA), que va organitzar regates de rem (es trobava situat al seu primitiu edifici de fusta davant del malecó).

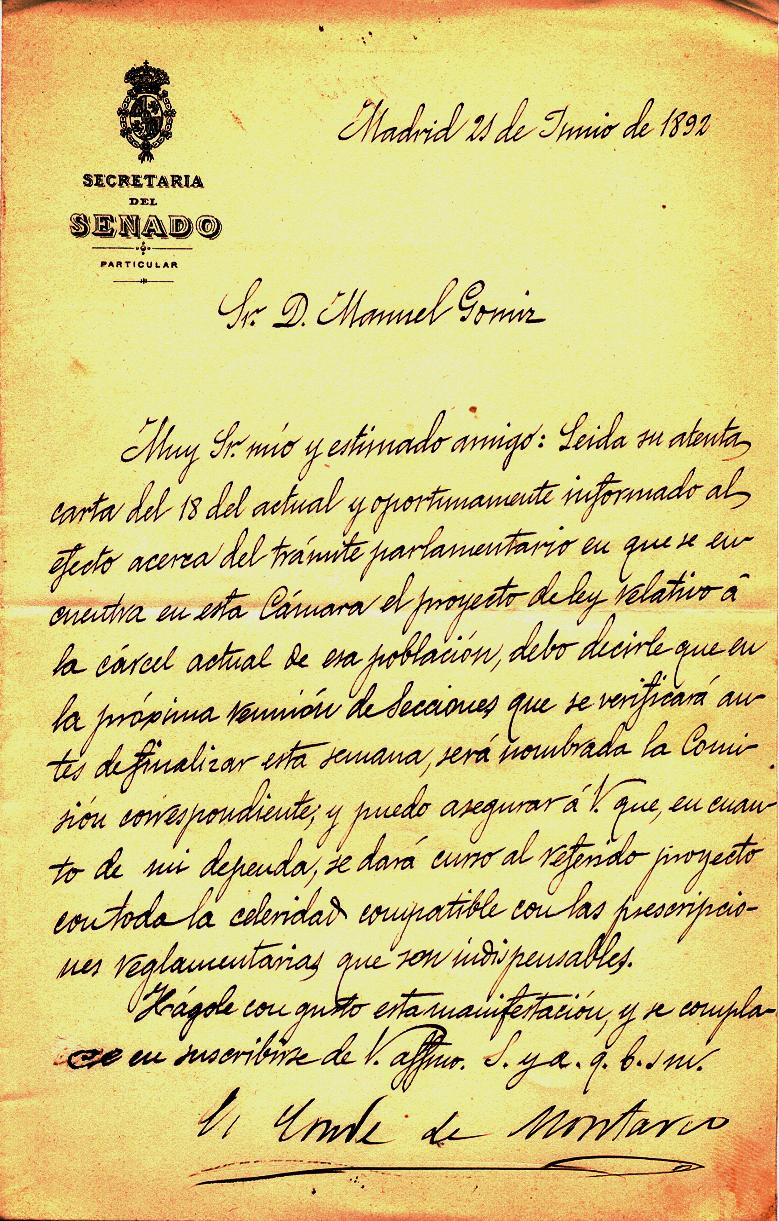
El comte de Montarco es dirigeix a l'alcalde Gomiz sobre el Projecte de Llei de la nova presó per a Alacant

Va reprendre l'assumpte de la nova presó, antiga aspiració alacantina que havia de permetre alliberar l'edifici de la plaça de les Barques (avui oficina de Correus) i millorar l'entorn de la plaça. Va seguir el consell rebut de Juan Maisonnave Cutayar, sempre agraït per l'interès pres per l'alcalde conservador de continuar les processons civils en record del seu germà i per l'estàtua a col·locar a l'arrencada de la futura avinguda Maisonnave, que li va recomanar seguir el mateix procediment que l'ajuntament de Barcelona. Va aprofitar la invitació de l'alcalde Coll per acudir a la Primera Exposició General de Belles arts de Barcelona, acompanyat d'una comitiva en la qual va destacar el pintor Lorenzo Casanova Ruiz; va anar a conèixer de primera mà com ho havien aconseguit. Va pressionar mitjançant totes les fórmules possibles al Congrés i al Senat a través dels senadors Josep Manresa —el jurisconsult del Codi Civil— i Nil Fabra —llegendari periodista—, que van ser nomenats membres de la Comissió encarregada d'engegar el projecte de la cessió dels terrenys, i es va valer de la seva amistat amb el governador Eduardo de Hinojosa y Naveros. Al final, va aconseguir el seu propòsit i el 4 d'agost de 1892 es va col·locar la primera pedra de la presó al solar donat per Los Diez Amigos.
Davant les irregularitats en el subministrament d'aigua i de la seva qualitat, el 1891 va convocar un concurs públic a fi d'escollir una nova opció més justa i beneficiosa per a la ciutat. Sempre va comptar amb el consell de Manuel Antón y Ferrándiz, diputat conservador i parent de la seva esposa. La concessió de proveïment d'aigües a la ciutat la posseïa una societat britànica, a la qual José Mª de Aguilera IV marquès de Benalúa —propietari dels pous de l'Alcoraia—, havia traspassat els seus drets, i l'alcalde Gomiz, en nom de la ciutat, li va retirar la concessió per incompliment de les condicions, després d'un destacat informe seu. Si bé es va convocar el concurs, el governador civil va eximir l'Ajuntament d'haver de celebrar-lo i, en Ple, va decidir que fos Enrique Coucourte, propietari de pous a Saix, el nou concessionari. El marquès Aguilera va presentar un recurs que acabaria perdent, però que va aconseguir retardar el nou subministrament. El 1898 es va inaugurar el nou proveïment.
Es va atorgar una corona de llorer amb botons d'or al poeta del moment José Zorrilla, en reconeixement de tota la seva obra i en agraïment pel poema Alicante, publicat en el diari de Madrid El Liberal el febrer de 1892.

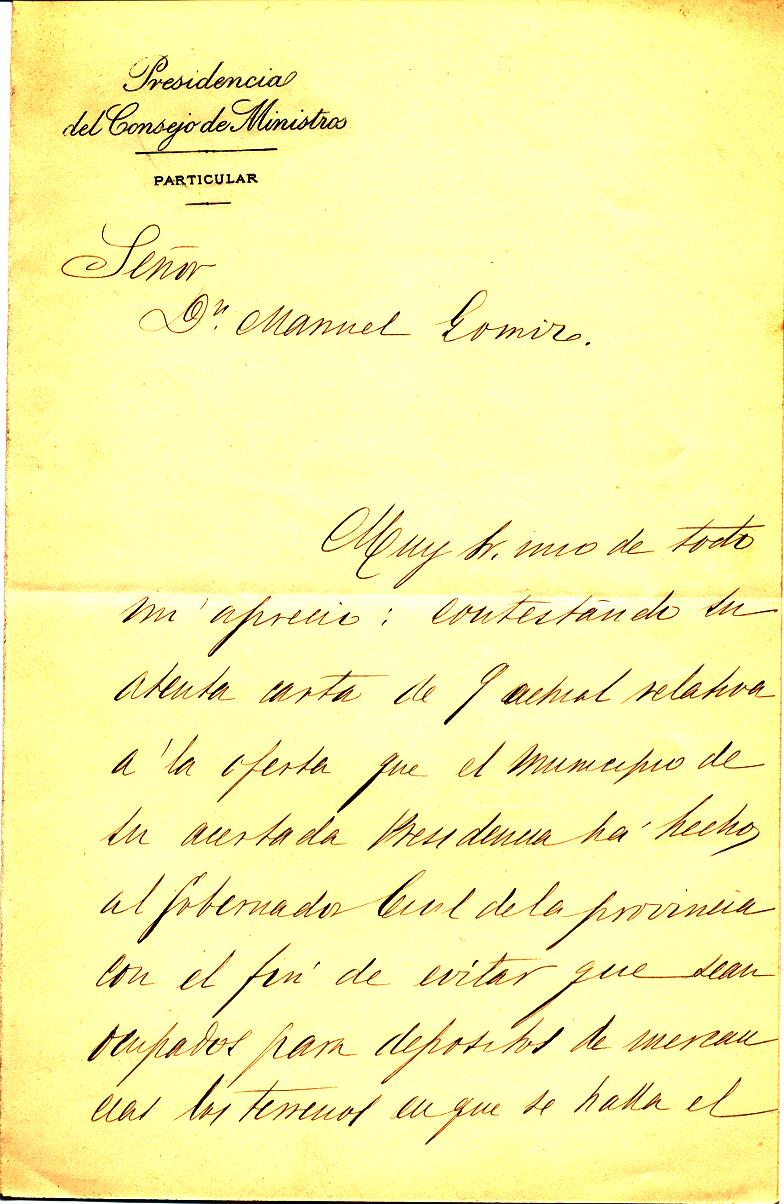
El president Antonio Cánovas contesta a l'alcalde Gomiz favorablement... (anvers)

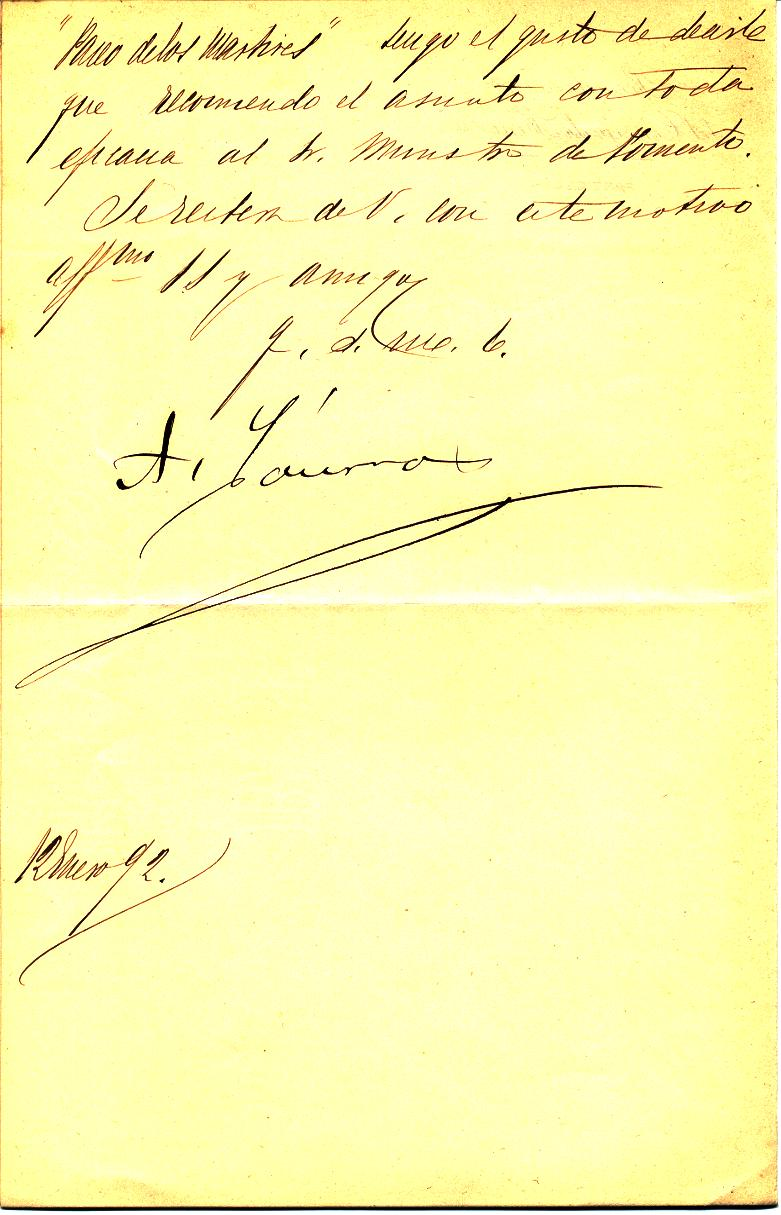
(revers) ...a la proposta d'ampliació del «Passeig dels Màrtirs» a costa de la zona de serveis d'emmagatzematge del Port d'Alacant.

La seva altra gran preocupació va ser el turisme i la seva vinculació amb la façana marítima, imatge d'Alacant per als visitants vinguts del mar, i pels cada vegada més nombrosos visitants provinents de la resta de la Península. Coneixedor de la importància d'un passeig marítim en condicions i d'una platja neta que propiciessin la instal·lació de balnearis de primer nivell per atreure turistes, es va posar a la feina prenent com a exemple els passeigs de La Concha a Sant Sebastià i d'El Sardinero a Santander. També es va treballar per aconseguir el permís necessari per construir el pas a nivell amb el qual poder accedir a la platja del Postiguet. El 6 d'abril d'aquell mateix any, l'Ajuntament en Ple va decidir retolar el passeig de la platja del Postiguet amb el seu nom, amb l'únic vot en contra del propi alcalde. Una vegada aprovat, i per exigència de l'alcalde, es va reconèixer públicament per l'Ajuntament el suport brindat pel comandant de Marina Emilio P. del Pobil. També es van realitzar labors d'ornat i embelliment del llavors passeig dels Màrtirs (avui l'Esplanada d'Espanya).
Gran coneixedor de la importància i els assumptes del port d'Alacant, i plenament conscient de la necessitat d'espai per poder acumular mercaderies a enviar i recollir enllà dels mars, va aconseguir el Dipòsit provisional de Mercaderies en terrenys propers a la duana i va assumir la vella demanda d'ampliació del moll vell mitjançant l'ampliació en terrenys guanyats al mar. Va voler aprofitar les bones relacions assolides amb el ministre Aureliano Linares Rivas i el seu director general d'Obres Públiques, Bernardino de Melgar, i, des de la seva Corporació, es va presentar un projecte d'ampliació que, a causa dels cessaments i canvis de titular del Ministeri de Foment (el va substituir Moret, i a aquest Groizard), no va ser atès fins al 1894, temps després de dimitir Gomiz, i en sentit negatiu. No sols es va trobar a faltar l'alcalde en el seguiment del projecte, també als diputats i senadors que el van recolzar sempre. José Canalejas y Méndez ho faria possible el 1900 amb la potenciació de la Junta d'Obres del Port; no debades l'ajuntament de Gomiz havia fet Canalejas Fill Adoptiu d'Alacant el 23 de gener 1891.

### Anècdotes
Entre les moltes anècdotes que va deixar, il·lustratives del seu caràcter, algunes explicades pel periodista Virgili Miralles en un article publicat el 1957 pel diari Información, poden destacar-se aquestes dues:
Recentment iniciat el seu bienni, advertit per l'arquitecte municipal Guardiola sobre el mal estat de les cases i l'entorn als voltants del «Teatre Principal», va visitar la zona i va decidir el seu enderrocament, així com el seu sanejament i urbanització (que donaria lloc als jardins laterals del Teatre). Va donar 15 dies als propietaris d'aquests edificis (tots ells homes influents de la ciutat) perquè els enderroquessin. En aquella època ningú coneixia la serietat del caràcter de l'alcalde Gomiz, només la seva bonhomia, i van creure que es faria enrere… Acabat el termini, a les 6:00 del matí de l'endemà, hi havia els paletes municipals amb l'alcalde al capdavant, i van procedir a l'enderrocament de tota la zona. Més tard, l'alcalde els va passar la factura per haver de realitzar l'enderrocament el propi Ajuntament i els va imposar multa per incomplir el termini marcat.
Es pot recordar també la relativa a Guillermo Ribelles, carnisser al «Mercat d'Abastos» —en aquella època es trobava a l'Esplanada al costat de la Porta de la Mar— amb certa fama de busca-raons, el qual, trobat culpable de la infracció d'alterar el pes de la carn a la seva parada, li va etzibar al guàrdia municipal que va anar a cobrar-li la multa: «únicament la pagaré si ve el mateix alcalde a cobrar-la en persona… i llavors ho faré amb la punta del ganivet». L'endemà es va presentar l'alcalde a cobrar-li la multa, el carnisser, desconcertat, va dir «era només una broma» i l'alcalde Gomiz, a més, li va cobrar un recàrrec per haver de venir a cobrar-li en persona i amb la punta del ganivet.

### Dimissió
Encara que el Partit Liberal Conservador en teoria s'havia unificat, l'alcalde Gomiz, des de l'inici del seu mandat, es va veure embolicat en les disputes personals de les dues antigues faccions en què es va trobar dividit als anys 80 del segle xix. El màxim exponent del caciquisme a la província d'Alacant, José de Rojas Galiano, no trigaria gaire a fer-se notar i les divisions internes van tornar a manifestar-se el 1892, amb la precampanya de les eleccions legislatives de 1893.
A Alacant, la divisió del Partit Conservador es va viure de forma característica, totalment centrat en la persona del marquès del Bosch: qui estava amb Rojas era considerat canovista i qui estava contra Rojas automàticament era considerat romerista. El sector romerista, a més dels convençuts, va incorporar tots els crítics amb el marquès, fossin o no seguidors a nivell nacional de Francisco Romero Robledo.
Manuel Gomiz no pertanyia al sector crític anomenat romerista, era seguidor del corrent d'opinió interna denominada silvelista, cosa que volia dir que menyspreava el caciquisme sobre el qual se sustentava el sistema. Entroncaven amb el regeneracionisme i no qüestionaven el lideratge d'Antonio Cánovas del Castillo, a diferència del romerisme.
A més, al llarg del seu mandat, va procurar mirar pels interessos de la ciutat i, quan va ser necessari, es va valer del suport de diputats, senadors, regidors… fossin del color polític que fossin per tirar endavant els seus projectes per a Alacant. La seva postura excessivament pragmàtica per a l'època va afeblir la seva posició al comitè del partit, dominat pels ultraconservadors, i si s'hi afegeix que a José de Rojas Gomiz li resultava incòmode, ja que no va voler doblegar-se als interessos personals que mirava d'identificar amb els del partit (per exemple, l'assumpte del Palamó), és fàcil imaginar qui va perdre en l'envit.
Després de la dimissió de Silvela el desembre de 1891, la seva situació interna al partit va quedar molt afeblida i des de principis de 1892 el marquès va posar l'alcalde en el punt de mira. L'octubre d'aquell mateix any li va retirar el suport dels seus dos regidors conservadors. Si la premsa ultraconservadora, afí a José de Rojas mai el va tractar amb la consideració deguda, a partir d'aquí el mateix periòdic de Rojas, La Monarquia, va començar a desprestigiar-lo per afeblir la seva posició en la Corporació.
Els partidaris del marquès el titllaven de «mutxameler», pel fer ser d'allí la seva esposa. La resposta dels seus partidaris, que eren més i pertanyien a tots els estrats socials, no es va fer esperar i van començar a popularitzar el seu àlies d'«Ansaldo», amb el qual va passar a la Història, com a prova del seu alacantinisme, recordant que els seus avantpassats ja habitaven a la capital de la província al segle xvi.
Per sort per a l'alcalde, tenia el respecte de la gent, i va continuar amb els regidors afins a Viravens i al comte consort de Via Manuel —cap provincial dels conservadors—, els de Maisonnave —cap dels republicans— i els de Gadea i el marquès de Río Florido (liberals-fusionistes) que eren majoria i el van recolzar fins que va considerar tenir canalitzats tots els seus últims projectes. El 14 de gener de 1893, gairebé sis mesos abans de finalitzar el seu bienni va dimitir, sense donar-se de baixa en el partit.
A partir d'aquest moment va entrar a l'alcaldia José Gadea Pro, amb qui Gomiz va forjar un pacte de continuïtat dels projectes més importants per a la ciutat, la qual cosa no va ser difícil perquè els liberals sempre el van recolzar al llarg del seu mandat:
1. Culminar el projecte de proveïment d'Aigües de Saix per a la ciutat, així com les obres d'higiene i sanitat.
2. Continuar el projecte d'Eixample de la ciutat.
3. Potenciar l'incipient turisme com a futura font d'ingressos.
4. Ampliar el Port, motor de l'economia alacantina, clau per donar sortida a la indústria i a l'Horta d'Alacant.

### Comiat
Va ser homenatjat per la classe política alacantina al Restaurant de Bossio, tal com relata El Graduador, en un banquet que va ser presidit per l'alcalde José Gadea Pro amb l'assistència de gairebé tota la Corporació i que va acabar a casa del mateix Gomiz, al Porxe d'Ansaldo cantonada amb la llavors plaça d'Alfons XII (avui carrer d'Altamira - plaça de l'Ajuntament), on li va ser lliurat un àlbum de pell de Rússia signat per prop de 1.500 alacantins (xifra donava per a un escó al Congrés) que van voler mostrar-li el seu afecte. Des del governador militar i altres militars d'alt rang, passant pels canonges i l'abat de la Col·legiata de Sant Nicolau, diputats i senadors, metges, advocats, arquitectes, periodistes… fins a, en representació de l'Administració civil, el seu cap Miguel Pascual de Bonanza y Castillo; de l'Ensenyament, el seu director José Ferrándiz; Bernacer de l'Escola de Comerç; Campos Torremocha de l'Acadèmia de Música, i Juan Cabot de l'Escola Laica, a més de pintors com Lorenzo Pericás Ferrer o Francisco Bushell. També, de la Cambra de Comerç, el seu president Carlos Faes i molts comerciants, gairebé tot el cos consular, societats benèfiques, la major part dels conservadors, liberals com el marquès de Río Florido, el baró consort de Maials Alejandro Harmsen, l'exalcalde R. Terol i republicans. I encara cal comptar-hi persones anònimes, alacantins senzills agraïts al seu alcalde.
Un dels diaris que va defensar la seva gestió i va acusar l'òrgan de propaganda de José de Rojas de sectarisme va ser El Alicantino, el qual, al moment de la seva dimissió, esdevinguda el 14 de gener de 1893, va destacar que per fi el periòdic La Monarquía reconeixia la gestió de Gomiz en la defensa dels interessos alacantins durant el seu mandat, recordant que, a la seva entrada, «practicat el balanç d'existències de l'Ajuntament hi havia 42’15 pessetes... i abandonava l'Ajuntament amb 137.331’78 pessetes», a més de les moltes millores realitzades a la ciutat i els projectes engegats gràcies a la seva capacitat d'entendre's amb tothom, al marge de les idees polítiques que tingués i a la classe social a què pertanyés.
El 17 de març d'aquest any, Manuel Gomiz va escriure una carta al director de La Correspondencia Alacantina, propietat de Campos Vassallo (nebot d'Antonio Campos Doménech), periòdic considerat independent i de caràcter liberal-conservador, agraint l'homenatge rebut i el reconeixement diari de la seva labor a l'Ajuntament.
Després de tancar els seus negocis d'importació-exportació, a l'abril de 1893 va llogar l'edifici del carrer de Ramales (avui «Reis Catòlics») a l'Estat per allotjar l'Institut Provincial d'Ensenyament Mitjà d'Alacant, que va abandonar la seva seu de la Casa de l'Assegurada i, a més, va acollir l'Observatori Meteorològic.
Manuel Gomiz, vidu des de 1898, va morir el 17 de desembre de 1902. Va ser col·locada una placa a la porta de la seva casa-palauet al costat de l'Ajuntament recordant la data de defunció.
Va tenir dos fills: Manuel, alumne destacat del Col·legi dels Jesuïtes d'Oriola i metge per la Universitat de Barcelona, que va morir el 1902 poc abans de casar-se, i Balbina Gomiz y Poveda, casada el 1900 amb el valencià dr. Gabriel Montesinos y Donday, tinent-mèdic de l'Armada condecorat en la Guerra de Cuba, que el 1916 va ser escollit president del Cercle Maurista d'Alacant. El seu net Manuel Montesinos Gomiz també va ser alcalde d'Alacant.